# Lijst van rijksmonumenten in Flevoland

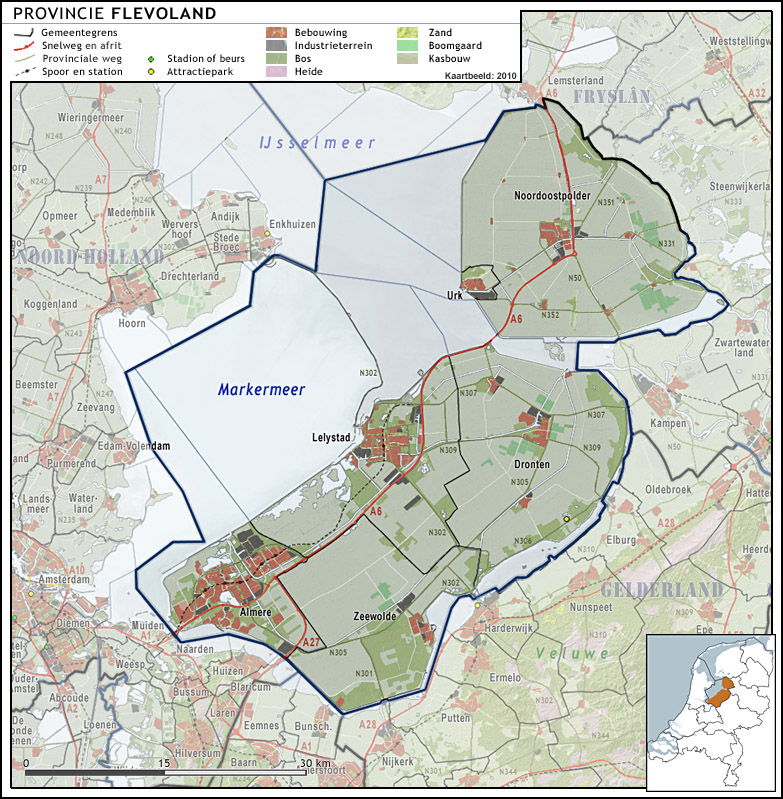
Flevoland

In de volgende gemeenten in Flevoland bevinden zich rijksmonumenten:
- Almere
- Dronten heeft een rijksmonument: gemaal Lovink
- Lelystad heeft een rijksmonument: scheepswrak VAL1460
- Noordoostpolder
- Urk
- Zeewolde